# 垂果齿缘草
垂果齿缘草（学名：Eritrichium pendulifructum）是紫草科齿缘草属的植物，为中国的特有植物。分布于中国大陆的新疆等地，生长于海拔2,300米的地区，多生于山脚坡地，目前尚未由人工引种栽培。